# بوستان خطی سید مرتضی
بوستان خطی سید مرتضی بزرگ‌ترین بوستان خطی در شرق ایران با ۴ کیلومتر طول است که در بلوار سید مرتضی، کاشمر، استان خراسان رضوی واقع شده است. از رویدادهای در این بوستان خطی می‌توان از پیاده‌روی جاماندگان اربعین اشاره کرد.